# سالی کلرمن
سالی کلرمن (انگلیسی: Sally Clare Kellerman؛ ۲ ژوئن ۱۹۳۷ – ۲۴ فوریهٔ ۲۰۲۲) هنرپیشه، و خواننده اهل ایالات متحده آمریکا بود. وی از سال ۱۹۵۷ تا ۲۰۱۷ میلادی مشغول فعالیت بود.

## گزیده فیلمشناسی

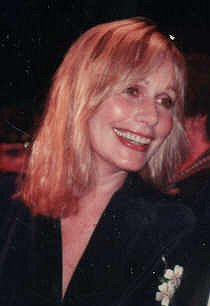

از فیلم‌ها یا برنامه‌های تلویزیونی که وی در آن نقش داشته‌است می‌توان به آثار زیر اشاره کرد.
- گول‌خوردگان (۱۹۶۹)
- مش (فیلم) (۱۹۷۰)
- افق گمشده (فیلم ۱۹۷۳) (۱۹۷۳)
- روباه‌ها (فیلم) (۱۹۸۰)
- زوج‌های عاشق (۱۹۸۰)
- بازگشت به مدرسه (۱۹۸۶)
- تو نمی‌تونی در عشق عجله کنی (۱۹۸۸)
- همزاد (فیلم ۱۹۹۳) (۱۹۹۳)
- آماده پوشیدن (۱۹۹۴)
- بونانزا (۱۹۶۶)
- یاغی‌ها (۱۹۶۴)
- هزارتو (۱۹۶۷)
- پخش زنده شنبه شب (۱۹۸۱)
- جوان‌تر و جوان‌تر (۱۹۹۳)
- این مهمونی منه (۱۹۹۶)
- ستوان کلمبو (۱۹۹۸)
- باکره آمریکایی (۲۰۰۰)
- ۹۰۲۱۰ (مجموعه تلویزیونی) (۲۰۱۱)
- کمدی بنگ!بنگ! (۲۰۱۵)